# Berufskolleg Wittgenstein
Das Berufskolleg Wittgenstein (kurz: BKW) des Kreises Siegen-Wittgenstein ist das zahlenmäßig kleinste Berufskolleg in Nordrhein-Westfalen.
Es steht in einer über 150-jährigen Tradition der beruflichen Bildung im Wittgensteiner Land. Im ehemaligen Kreis Wittgenstein hat es den wirtschaftlichen Wandel der Region in den Jahrzehnten der Nachkriegszeit unterstützt und schließlich die Eigenständigkeit des Wirtschaftsstandortes nach dem Zusammenschluss als Kreis Siegen-Wittgenstein gesichert.
Die Schülerzahlen lagen in den 1980er Jahren um 500 und sind im ersten Jahrzehnt des 21. Jahrhunderts auf etwa 800 gestiegen. In den Zeiten des Wirtschaftswunders waren zeitweise über 1000 Schülerinnen und Schüler am BKW.

## Institutionsgeschichte
Als Gründungsurkunde der institutionalisierten Berufsbildung in Wittgenstein gilt die Erwähnung von „Sonntagsschulen für Handwerkslehrlinge und für solche, die noch des nachhelfenden Unterrichts bedürfen“, aus dem Jahre 1856. Schon mehr als 10 Jahre zuvor gab es eine Weisung der (preußischen) „Königl. Regierung“ in Arnsberg, die auch der Stadt Bad Berleburg eine „Berufsschule“ verordnete.
In Bad Laasphe wurde am 5. Januar 1857 durch die Verwaltung schriftlich bekannt gegeben:

„Nach § 148 der (preußischen) Allgem. Gemeindeordnung von 1845 sind die Lehrlinge aller Handwerker, sofern ihre Schulbildung bei der Aufnahme in die Lehre ungenügend sind (!), und deshalb eine Nachhülfe für nothwendig befunden wird, verpflichtet, die hiesige Handerwerker-Fortbildungsschule nach Anweisung der unterzeichneten Behörde so lange zu besuchen, bis daß sie sich den gesetzlich vorgeschriebenen Grad von Kenntnißen erworben haben.“

Im Jahre 1859 umfasste das Berleburger Kollegium vier Lehrkräfte, darunter ein Kreisbaumeister (Ingenieurstitel gab es erst ab 1899) und ein Pfarrer. 1881 regte ein Fabrikant aus Berleburg die Bildung einer Schule für Kaufmannslehrlinge an, aber noch 1901 mussten die ansässigen Ausbildungsbetriebe von der preußischen Obrigkeit auf ihre Verpflichtung gegenüber den unter 18-Jährigen hingewiesen werden. Schließlich etablierte sich diese Institution in Wittgenstein jedoch noch vor dem Ersten Weltkrieg.
In manchen Lehrbereichen gab es bereits zu dieser Zeit Personalmangel und die Lehrer waren oft überfordert mit der Heterogenität der Klassen. Ab den 1930er Jahren entstanden spezifische Einrichtungen der Berufspädagogik, um die Lehrenden entsprechend zu qualifizieren („Gewerbelehrer“).
Am 31. Juli 1923 trat das Gesetz betreffend der Erweiterung der Berufsschulpflicht in Kraft, doch erst im folgenden Jahrzehnt wurden die Ausbildungsbereiche getrennt (gewerblich und kaufmännisch) und die Unterrichtszeiten auf sechs Stunden erhöht.
1939 waren zwei Gewerbelehrer, acht nebenamtliche Lehrerinnen und Lehrer sowie zehn Ingenieure, Meister und Ausbildungsleiter in der neuen Kreisberufsschule tätig, die mit Wirkung vom 31. Oktober 1939 die Einrichtungen in Bad Berleburg, Bad Laasphe und Erndtebrück in sich vereinigt hatte. Im Verlauf des Zweiten Weltkriegs wurden die beiden Gewerbelehrer in die Wehrmacht eingezogen, der Betrieb in der Berufsbildung Wittgensteins konnte nur durch Hilfskräfte aufrechterhalten werden.
Gegen Kriegsende, vor der Besetzung Wittgensteins durch die US Army, wurde vermutlich belastendes Material beseitigt: Akteneinträge nach dem 15. März 1933 fehlen auch im Archiv des BKW.

## Wirtschaftliches Umfeld
Die Region blieb bis weit in das 20. Jahrhundert agrarisch geprägt und konnte erst vergleichsweise spät industrielle Wirtschaftsstrukturen ausbilden. Dabei spielte die ehemalige Grenzlage der Grafschaft bzw. des Fürstentums Wittgenstein trotz der Eingliederung in die Verwaltung Preußens nach dem Wiener Kongress im Jahre 1816 bis in die Gegenwart hinein noch eine maßgebliche Rolle, wenn man auf die infrastrukturellen Defizite der Region achtet: Die Flüsse Eder, Lahn und Sieg, die im Grenzbereich der Altkreise Siegen und Wittgenstein entspringen und natürliche Barrieren entstehen ließen, haben aufgrund der topographischen Gegebenheiten niemals eine größere Bedeutung als Schifffahrtsweg einnehmen können, obwohl ebenso Lahn wie Sieg in den Rhein münden. Die eingleisige Zuglinie, die nach 1866 ursprünglich nordöstlich nach Hessen führen sollte, um das dortige Wittgensteiner Hinterland verkehrstechnisch zu erschließen, endet in Bad Berleburg, nachdem sie nun seit etwa 100 Jahren (1911) in dieser Form besteht. Für die Unternehmensstandorte bleibt daher die Straße Hauptversorgungsweg. Allerdings besitzt die Stadt Bad Berleburg im Radius von 50 Kilometern keinen Autobahnzugang. Zurzeit bestehen Planungen zum Ausbau der B 62 in Richtung Hessen (Ferndorf-Eder-Lahn-Straße, FELS). Seit 2011 gibt es die Initiative Route 57, die alternativ für eine moderate Form des Infrastrukturausbaus durch die Verkettung von Ortsumgehungsprojekten zwischen Kreuztal und Bad Berleburg wirbt.
In den 1990er Jahren wurde auf die weiße Industrie der Kliniken gesetzt, was aber – vermutlich durch die seither erfolgten Einsparungen im Gesundheitswesen – nicht so erfolgreich war, wie erwartet. Um vom Kurort zum Urlaubsort zu avancieren, wurde unter anderem der Ausbau des Rothaarsteig forciert. Daneben setzt die Wirtschaftsförderungen für die Region auf Leuchtturmprojekte wie das Biomasse-Kraftwerk im Industriegebiet Jägersgrund bei Schameder, um Impulse für die Modernisierung der Region zu liefern. Die Landwirtschaft ist heute zwar auch in Wittgenstein keine Haupterwerbsquelle mehr, prägt allerdings immer noch das Alltagsleben.
2008 stellte eine Studie, im Auftrag des ansässigen Wirtschaftsverbands der Unternehmen, zur Entwicklung der Region fest, dass es zwar – relativ zur Bevölkerung – nur wenige Ausbildungsplätze und einen durchschnittlich geringeren Qualifizierungsgrad („ländlich geprägte Region“), dafür aber eine auffällig niedrige Quote bei der Jugendarbeitslosigkeit gäbe. Nach dieser Studie gab es in den vergangenen 10 bis 15 Jahren im südlichen Nordrhein-Westfalen Zuwächse von über 50 Prozent bei den Ausbildungsstellen, aber im Altkreis Wittgenstein stagnierte die Zahl der verfügbaren Ausbildungsplätze. Als Konsequenz wanderten junge Menschen ab, um im Bundesland Hessen oder im Hochsauerlandkreis bzw. in den benachbarten Regionen des Bundeslandes NRW eine berufliche Zukunft zu finden. Während die „ältere“ Bevölkerung bliebe, ziehe keine „neue“ nach – und die „nachfolgende“ Generation müsse sich grundsätzlich auf eine Ausbildung im „Umland“ einstellen. Trotz nachweislich „hoher Industriedichte“ (48 % Beschäftigung im Verarbeitenden Gewerbe) gäbe es zu wenige Ausbildungsplätze im Verhältnis zur Beschäftigungszahl. Während im Kreisteil Siegen beispielsweise im Verlauf der letzten 15 Jahre die Lehrverträge um 67 % zugenommen hätten, stagnierte diese Zahl im Kreisteil Wittgenstein.

## Bildungsperspektiven
Der Kreis Siegen-Wittgenstein und das Bundesland Nordrhein-Westfalen finanzieren diese Einrichtung derzeit jährlich mit ungefähr 1,5 Millionen Euro. Etwa 5 bis 10 Prozent fließen in die Erneuerung der Ausstattung, der Rest besteht aus Personal- und Gebäudekosten.
Im Frühjahr 2009 wurde die Ausbildungsoffensive Wittgenstein ausgerufen, die eine Partnerschaft zwischen Berufsbildung, Politik und Wirtschaft sicherstellen soll. Ansatzpunkte für die Entwicklungsarbeit gingen aus der IHK-Studie Ausbildungssituation in Wittgenstein hervor. Ein Entwicklungsplan in Kooperation mit der Kreisverwaltung und der IHK Siegen-Wittgenstein-Olpe soll die Zielsetzung für das kommende Jahrzehnt unter dem Titel Leitbild 20/20 dokumentieren. Eine Prüfung der Umsetzung dieses Entwicklungsprogramms für die Berufsbildung in Wittgenstein erfolgte im Frühjahr 2011, und zwar mit einer positiven Bilanz für die Arbeit des BKW.
Ziel ist es, den Effekten des Bevölkerungsrückgangs zu begegnen, indem alle Ressourcen für die Qualifizierung der Menschen in der Region genutzt werden. Daher versucht das Berufskolleg Wittgenstein eine breite Öffentlichkeit zu erreichen, durch die eine Optimierung der Entwicklungschancen der Region erreicht werden kann. Nicht nur das Angebot im Dualen System („Lehre“), sondern auch Fortbildungsangebote für bereits Qualifizierte sollen dazu beitragen. Außerdem verbessert das BKW gezielt mit der Unterstützung von Partnern aus Wirtschaft und Verwaltung das Angebot der Berufsorientierung und der Berufsvorbereitung.
Mit Beginn des Schuljahres 2010/2011 wurden zwei neue Bildungsgänge eingeführt, die Fachschule für Technik/Fachrichtung Maschinenbau und die Fachoberschule Technik. Zum einen bieten beide Bildungsgänge eine Qualifizierung zur Fachhochschulreife, zum anderen soll gerade durch die Technikerschule eine Angebotslücke in der regionalen Berufsbildung gefüllt werden, um den Fachkräftebedarf der regionalen Unternehmen zu sichern. Damit deckt das BKW nicht nur wesentliche Schulabschlüsse der Sekundarstufe II ab, sondern umfasst nun auch den Tertiärbereich des Bildungssystems in Gestalt der Fachschule für Technik.
Trotz stabiler Schülerzahlen zu Beginn des Schuljahres 2011/2012, die maßgeblich durch die neuen Bildungsgänge im Bereich Technik gewährleistet worden sind, und insgesamt relativ hoher Zahlen bei den neuen Ausbildungsverhältnissen im Kammerbezirk der IHK-Siegen, sieht sich das Berufskolleg Wittgenstein mit den Besonderheiten der Region konfrontiert, indem es zumal in der Kommune Bad Berleburg – ganz entgegen dem allgemeinen Trend – ein „geringeres Ausbildungsangebot“ als 2010 besteht.